# Finska mästerskapet i bandy 1955
Finska mästerskapet i bandy 1955 avgjordes genom en enda serie. Lappeenrannan Veiterä vann mästerskapet.

## Mästerskapsserien

### Slutställning
| Lag                              | Spelade | Vinster | Oavgjorda | Förluster | Målskillnad | Poäng |
| -------------------------------- | ------- | ------- | --------- | --------- | ----------- | ----- |
| Lappeenrannan Veiterä            | 9       | 8       | 0         | 1         | 41–21       | 16    |
| OPS                              | 9       | 6       | 1         | 2         | 38–24       | 13    |
| Warkauden Pallo -35              | 9       | 6       | 0         | 3         | 56–29       | 12    |
| HJK                              | 9       | 4       | 2         | 3         | 32–29       | 10    |
| Joensuun Maila-Pojat             | 9       | 5       | 0         | 4         | 29–29       | 10    |
| IFK Vasa                         | 9       | 5       | 0         | 4         | 37-38       | 10    |
| Käpylän Urheilu-Veikot           | 9       | 4       | 0         | 5         | 40–41       | 8     |
| Veitsiluodon Vastus              | 9       | 2       | 1         | 6         | 22–33       | 5     |
| Viipurin Reipas                  | 9       | 2       | 1         | 6         | 29–38       | 5     |
| Kouvolan Urheilijain Palloilijat | 9       | 0       | 1         | 8         | 18–57       | 1     |

### Matcher
| Lag                              | LV  | OPS | WP35 | HJK | JMP | VIFK | KUV | VV  | Reipas | KUP  |
| -------------------------------- | --- | --- | ---- | --- | --- | ---- | --- | --- | ------ | ---- |
| Lappeenrannan Veiterä            |     | 2-0 |      |     |     | 5-0  | 7-4 |     |        | 5-2  |
| OPS                              |     |     | 6-0  | 2-2 |     |      |     |     | 6-3    | 7-3  |
| Warkauden Pallo -35              | 4-3 |     |      |     |     |      | 8-2 | 3-1 | 9-1    | 20-5 |
| HJK                              | 4-5 |     | 3-2  |     | 1-2 |      | 8-6 | 6-3 |        |      |
| Joensuun Maila-Pojat             | 1-5 | 3-6 | 3-2  |     |     | 6-5  |     | 4-0 |        |      |
| IFK Vasa                         |     | 1-4 | 5-8  | 5-0 |     |      | 7-6 |     |        |      |
| Käpylän Urheilu-Veikot           |     | 5-1 |      |     | 6-5 |      |     |     | 7-3    | 3-0  |
| Veitsiluodon Vastus              | 2-4 | 5-6 |      |     |     | 4-5  | 2-1 |     | 2-1    |      |
| Viipurin Reipas                  | 4-5 |     |      | 3-3 | 3-1 | 3-4  |     |     |        |      |
| Kouvolan Urheilijain Palloilijat |     |     |      | 1-5 | 1-4 | 2-5  |     | 3-3 | 1-5    |      |

I seriefinalen som avgjorde mästerskapet vann Veitsiluodon Vastus över Viipurin Reipas med 5-1. Nykomlingar från Finlandsserien blev OLS och Borgå Akilles, medan Viipurin Reipas och KUP åkte ur.

## Finska mästarna
Veiterä: Antti Paloheimo; Matti Hyväri - Juhani Halme; Arvo Raitavuo - Veikko Partanen - Risto Ovaska; Pentti Kekola - Aarne Airaksinen - Pentti Vartiainen - Matti Serenius - Hannu Airaksinen.

## AIF-mästerskapet
Mästare: Oulun Työväen Palloilijat, vann denna gång, då AIF-mästerskap spelades för sista gången.

### Slutställning
| Lag                            | Spelade | Vinster | Oavgjorda | Förluster | Målskillnad | Poäng |
| ------------------------------ | ------- | ------- | --------- | --------- | ----------- | ----- |
| Oulun Työväen Palloilijat      | 8       | 8       | 0         | 0         | 49–11       | 16    |
| Helsingin Jyry                 | 8       | 6       | 1         | 1         | 34–30       | 13    |
| Lappeenrannan Pallo-Toverit    | 8       | 5       | 0         | 3         | 42–24       | 10    |
| Imatran Pallo                  | 8       | 3       | 2         | 3         | 32–22       | 8     |
| Kokkolan Jymy                  | 8       | 3       | 2         | 3         | 29–23       | 8     |
| Turun Pyrkivä                  | 8       | 3       | 0         | 4         | 29-30       | 6     |
| Savonlinnan Työväen Palloseura | 8       | 1       | 2         | 5         | 13–35       | 4     |
| Rauman Pallo                   | 8       | 1       | 2         | 5         | 23–49       | 4     |
| Helsingin Ponnistus            | 8       | 0       | 1         | 7         | 20–47       | 1     |

AIF-mästarna OTP: Pentti Veromaa, Jorma Hurskainen, Jorma Ollanketo, Paavo Laukka, Reino Kaarela, Eino Torvinen, Matti Isoherranen, Juhani Nisula, Heikki Ollikainen, Rauli Kampman och Jouko Ahmala sekä Eero Koivunen. Väktare Alpo Viinikainen.

## Match mellan förbundsmästarna (FBF-AIF)
Spelades ej.